# دريف جولد
دريفقولد الاسم الحقيقي اليل سبيكوليزاي من مواليد 16 ماي 1997 في راكالي ، هو مغني راب إيطالي من بولونيا ، إميليا رومانيا .

## سيرة شخصية
ولد إيليا سبيكوليزي في 16ماي 1997 في راكالي ، لكنه نشأ في بولونيا. وعند بلوغ 15 عامًا، أصدر أول ألبوم له بعنوان لايتير اد فراتيلو ، في يوليو 2012. عندما كان مراهقًا، انضم إلى مجموعة بومباب هيز ومجموعة برو إيفولوشن جوينت. .

## ديسكغرافيا

### ألبومات الاستوديو
- 2018 : كاناليا
- 2020 : إيلو

### شريط الأغاني
- 2016 : شريط كاناجليا المختلط

### الفردي
- 2017 : كاناليا
- 2017 : احتلال
- 2018 : رئيس
- 2018 : الداعم
- 2019 : تقطر
- 2020 : Snitch E Impicci (يضم FSK Satellite[الإنجليزية]</link> )
- 2020 : 223
- 2020 : إليجانتي (يضم سفيرا إبستا )
- 2020 : عذرًا (يضم كابو بلازا )

### التعاون
- 2016 : الكلب الصبي الفذ. دريف جولد - #كامبر
- 2017 : TDB الفذ. دريف جولد آند إندا - بوليجياتو
- 2017 : يامبا الفذ. دريف جولد - كوسينو
- 2017 : بيلي ميليجيل الفذ. دريف جولد - مثلج
- 2018 : سفيرا إباستا الفذ. دريف جولد - شيروبو
- 2018 : كابو بلازا الفذ. سفيرا إبستا ودريف جولد - تسلا
- 2018 : فورد بيكينو الفذ. سفيرا إيباستا ودريف جولد - بورسيلو
- 2018 : الجانب الطفل الفذ. دريف جولد - نوفولا
- 2019 : يونغ توري الفذ. DrefGold - توقف كابين
- 2019 : نار الفذ. مد ودريف جولد - 777
- 2019 : إنزو دونغ الفذ. DrefGold - اليورو الجديد
- 2019 : الفذ سانتانا الظلام. دريف جولد Giaime[الإنجليزية]</link> -غلوك
- 2020 : فرقة Dark Polo Gang . دريفجولد Anna (rappeuse)[الإنجليزية]</link> - زجاجة الرضاعة
- 2020 : فاز تي الفذ. بريش ودريف جولد - كلب كبير

## المذكرات و المراجع
1. ↑  Mauro Abbate (9 mars 2020). "Chi è DrefGold, il trapper di Snitch e impicci" (بالإيطالية). Gogo. Archived from the original on 2023-12-05. Retrieved 12 septembre 2020. {{استشهاد ويب}}: تحقق من التاريخ في: |تاريخ الوصول= and |تاريخ= (help)
2. ↑  "DrefGold – Lettera ad un fratello". مؤرشف من الأصل في 2021-12-04. اطلع عليه بتاريخ 2023-12-24.